# Milan Černelč
Milan Černelč, slovenski zdravnik endokrinolog in hematolog, * 31. avgust 1920, Dunaj, † 11. februar 1972, Maribor.
Diplomiral je 1947 na zagrebški Medicinski fakulteti in prav tam 1964 tudi doktoriral. Vrsto let je bil predstojnik oddelka interne medicine v Splošni bolnišnici Maribor. Napisal je več člankov in poljudnih knjig s področja hematologije (Kri - tekoče čudo, 1950; Skrivnostne žleze I-II, 1962, 1963). 